# Панафриканський океан
Панафриканський океан (англ. The Pan-African Ocean) - гіпотетичний палеоокеан, закриття якого створило суперконтинент Паннотія. Океан, можливо, існував до розпаду суперконтинента Родинія. Океан закрився до початку фанерозою, коли океан Панталасса розширився й остаточно його замінив.
Припускають, що океан Міровія був схожий зі своїм наступником — Панафриканським океаном. Океан Панталасса утворився пізніше внаслідок субдукції Міровії.

## Див. Також
- Міровія
- Панафриканські орогени
- Шаблон:Хронологія природи